# Frasne-les-Meulières
Frasne-les-Meulières è un comune francese di 116 abitanti situato nel dipartimento del Giura nella regione della Borgogna-Franca Contea.

## Società

### Evoluzione demografica
Abitanti censiti